# Fissidentalium horikoshii
Fissidentalium horikoshii is een Scaphopodasoort uit de familie van de Dentaliidae. De wetenschappelijke naam van de soort is voor het eerst geldig gepubliceerd in 1982 door Okutani.